# Noa Friedman

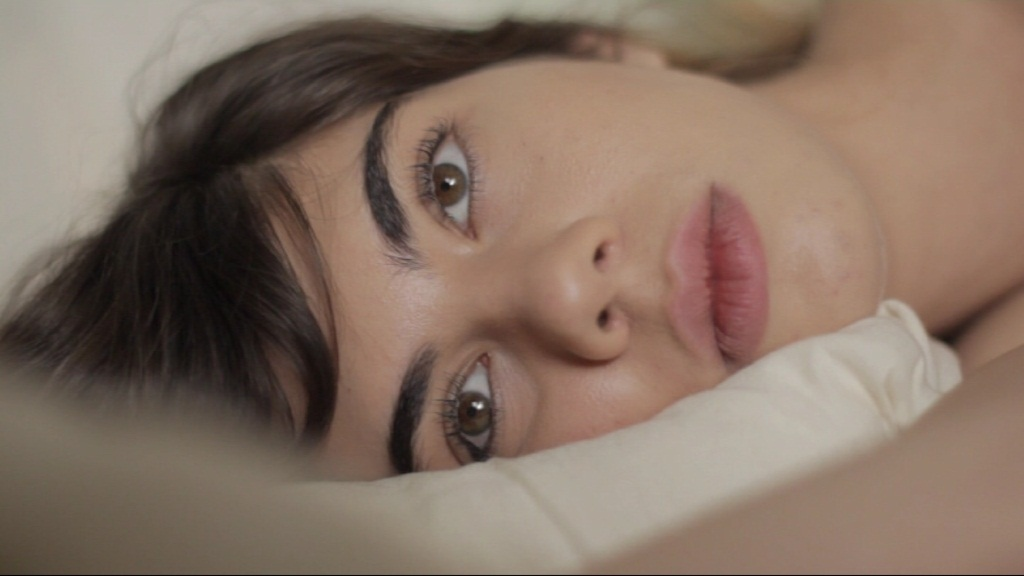
Noa Friedman

Noa Friedman (hebräisch נועה פרידמן; * 29. September 1989) ist eine israelische Schauspielerin.

## Leben und Karriere
Friedman wurde am 29. September 1989 geboren. Ihre erste Rolle hatte sie 2002 im Alter von 12 Jahren im Theaterstück Tiny. Von 2010 bis 2014 war sie in der Fernsehserie Yellow Peppers zu sehen.
Außerdem bekam sie 2012 in dem Film Maasiya Urbanit eine Hauptrolle. Zwischen 2012 und 2013 wurde Friedman für die Serie Elips gecastet. 2021 spielte sie in JumpPoint mit.

## Filmografie
Filme
- 2010: Bazman Haze
- 2012: Maasiya Urbanit
- 2015: Casper
- 2016: Taken
- 2019: Babong

Serien
- 2010–2014: Yellow Peppers
- 2021: JumpPoint